# 利蘭海崖
利蘭海崖是南極洲的海崖，位於恩德比地東部，處於威廉斯科斯比灣西南角，屬於史迪威山的一部分，以英國探險隊的製圖師命名。
67°27′S 59°33′E / 67.450°S 59.550°E